# Kaloian de Bulgària
Kaloian de Bulgària fou un emperador del Segon Imperi Búlgar que regnà entre 1196 i 1207. Fou precedit en el tron per Ivan I Assèn de Bulgària, i fou succeït per Boril de Bulgària.

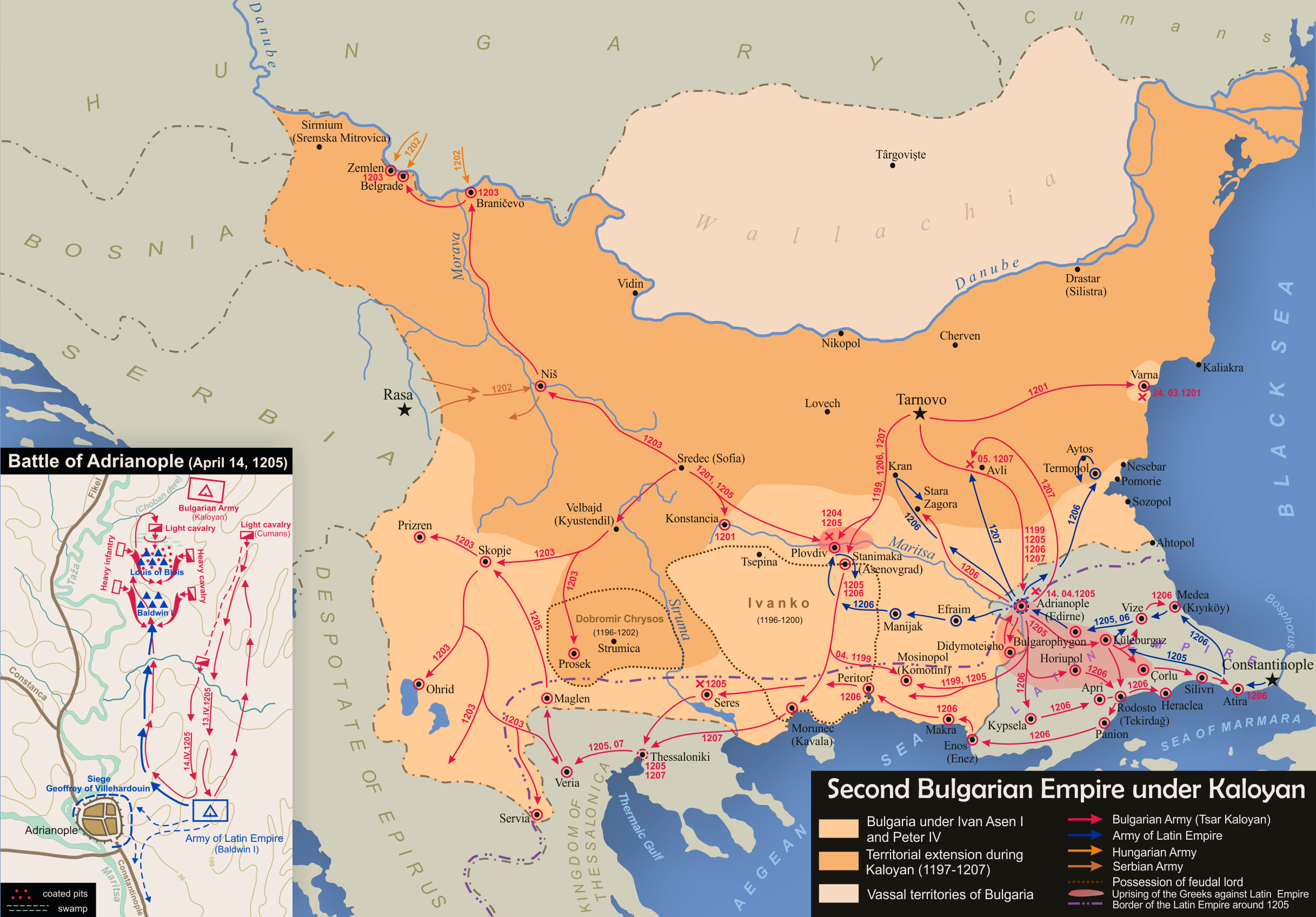
Bulgària durant el tsarat de Kaloian Assèn

Tot i l'enemistat comuna contra els romans d'Orient, l'emperador Balduí es va enfrontar al tsar búlgar Kaloian a l'exigir-li l'entrega de territoris recentment ocupats. A més a més, els terratinents grecs de Tràcia oferiren al tsar la corona imperial a canvi d'expulsar els llatins de la capital, i quan la població local va expulsar a la guarnició d'Adrianòpolis, Balduí s'apressà a intentar recuperar-la. La batalla tingué lloc el 14 d'abril de 1205 i fou una completa victòria búlgara, que va destruir quasi per complet a l'exèrcit llatí i va capturar a l'emperador Baldui, que va caure presoner de Kaloian. Kaloian va saquejar Tràcia i Macedònia després de la seva victòria sobre els llatins i va atacar el Regne de Tessalònica prenent Serres, Veria i Moglena, i Enric I de Flandes, regent de l'Imperi Llatí va llançar una contrainvasió contra Bulgària al juny però no va poder capturar ni Adrianòpolis ni Demòtica. Kaloian va tornar a Tarnovo després que esclatés una revolta contra ell i va tornar a envair Tràcia el gener de 1206 capturant Rúsion i destruint la majoria de les fortaleses al llarg de la Via Egnàcia, fins a Athira. La massacre i la captura dels seus compatriotes van indignar els grecs a Tràcia i Macedònia que es van adonar que Kaloian els era més hostil que els llatins i els ciutadans d'Adrianòpolis i Demòtica es van dirigir a Enric oferint la seva submissió, que fou acceptada i Teodor Branàs va prendre possessió de les dues ciutats. Kaloian va atacar Demòtica al juny, però els croats el van obligar a aixecar el setge però poc després que Enric fos coronat emperador el 20 d'agost, Kaloian va destruir Demòtica i va posar setge a Adrianòpolis, però Enric el va obligar a retirar les seves tropes de Tràcia i va irrompre a Bulgària on va alliberar 20.000 presoners. Mentrestant, Bonifaci I de Montferrat havia recuperat Serres per Tessalònica. Kaloian va aliar-se amb Teodor I Làscaris, emperador de Nicea que havia iniciat una guerra contra l'emperador de Trebisonda David Comnè, aliat dels llatins i va envair Tràcia, obligant Enric a retirar les seves tropes d'Àsia Menor. Kaloian va assetjar Adrianòpolis l'abril de 1207, utilitzant trabuquets, però els defensors van resistir i un mes més tard, els cumans van abandonar el setge perquè volien tornar a les estepes pòntiques obligant Kaloian a aixecar el setge. Enric va concloure una treva amb Laskaris el juliol de 1207 i Bonifaci de Tessalònica va reconèixer la seva sobirania a Cípsela a Tràcia i en el seu camí de tornada a Tessalònica va ser emboscat i mort pels búlgars a Mosinòpolis el 4 de setembre i Kaloian es va dirigir a Tessalònica posant setge a la ciutat i morint durant el setge.